# Prix Roberval
Pour les articles homonymes, voir Roberval.
Le prix Roberval est un prix francophone du livre et de la communication en technologie. Il récompense des œuvres en langue française, dont le sujet est l’explication d'une technologie.
Créé en 1986 par l'université de technologie de Compiègne (UTC), le prix est décerné dans quatre catégories : grand public (GP), enseignement supérieur (ES), télévision (TV), jeunesse (JE) et journalisme scientifique (JO).

## Objectifs du prix Roberval
Le prix est créé en 1986 par l'université de technologie de Compiègne et le conseil général de l'Oise. Il porte le nom de  Gilles Personne de Roberval (1602-1675) mathématicien et physicien français, originaire de Roberval, commune située à quelques kilomètres de Compiègne.
Le prix Roberval a pour objectif de distinguer les meilleurs œuvres, ses auteurs et par la même occasion de soutenir les éditeurs et producteurs d’œuvres scientifiques.
Un comité suisse du prix Roberval a été créé au printemps 2008 ; il constitue un relais du prix Roberval en Suisse, et  poursuit les mêmes objectifs.

## Palmarès

Ancien logo

Depuis 1987, sont décernés quatre prix, à destination du grand public (GP), de l'enseignement supérieur (ES), de la télévision (TV) et du multimédia (MM) jusque 2011 ou de la Jeunesse depuis 2014. Pour la 20e année du prix, la cérémonie qui habituellement se tenait en novembre a été repoussée à janvier de l'année suivante : ceux qui auraient dû être les lauréats 2006 ont alors été désignés lauréats 2007. Une catégorie Journalisme est créée spécialement pour la 30e édition du concours en 2017. Le prix est attribué à Romain Raffegeau pour « Toujours Plus haut ! Comment on construit une tour d'un kilomètre de haut ? », article publié dans le magazine 'Science & Vie junior, chez Mondadori France.

### Prix Grand Public

#### Lauréats
| Date | Auteur(s) | Œuvre récompensée                                                                               | Édition                                                                 |
| ---- | --- | ----------------------------------------------------------------------------------------------- | ----------------------------------------------------------------------- |
| 2024 | Axel Cypel | Voyage au bout de l’IA. Ce qu'il faut savoir sur l'intelligence artificielle                    | De Boeck Supérieur                                                      |
| 2023 | Julien Bobroff | Bienvenue dans la nouvelle révolution quantique                                                 | Paris : Flammarion                                                      |
| 2022 | Aline Richard Zivohlava | La saga CRISPR – La révolution génétique qui va changer notre espèce                            | Paris : Flammarion                                                      |
| 2021 | Francis Rocard | Dernières nouvelles de Mars                                                                     | Paris : Flammarion                                                      |
| 2020 | Anatole Lécuyer | Votre cerveau est un super-héros                                                                | Paris : Humensciences                                                   |
| 2019 | Matthieu Combe | Survivre au péril plastique. Des solutions à tous les niveaux                                   | Paris : Rue de l'échiquier                                              |
| 2018 | Étienne Guyon, José Bico, Étienne Reyssat, Benoît Roman | Du merveilleux caché dans le quotidien                                                          | Paris : Flammarion                                                      |
| 2017 | Vincent Tardieu | Agriculture connectée. Arnaque ou remède                                                        | Paris : Belin                                                           |
| 2016 | Christian Duquennoi | Les déchets, du big bang à nos jours                                                            | Versailles : Éditions QUAE                                              |
| 2015 | Attilio Rigamonti, Andrey Varlamov, Jacques Villain | Le kaléidoscope de la physique                                                                  | Paris : Belin                                                           |
| 2014 | Yaël Nazé | Voyager dans l'espace                                                                           | CNRS éditions                                                           |
| 2013 | Bernard Valeur | La couleur dans tous ses éclats                                                                 | Paris : Belin                                                           |
| 2011 | Étienne Guyon, Alice Pédregosa, Roland Poss, Dominique Rojat, Béatrice Salviat, Jean-Claude Tolédano, Bernard Valeur, Thomas Widemann                                       | Matière et matériaux, de quoi est fait le monde?                                                | Paris : Belin Pour la Science                                           |
| 2010 | Romain Anger, Laëtitia Fontaine | Bâtir en terre. Du grain de sable à l'architecture                                              | Paris : Belin                                                           |
| 2009 | Cédric Ray, Jean-Claude Poizat | La physique par les objets quotidiens                                                           | Paris : Belin Pour la Science                                           |
| 2008 | Jean-Louis Pautrat | Des puces, des cerveaux et des hommes : quand l'électronique dialogue avec le cerveau           | Fayard                                                                  |
| 2007 | Marie-France Conus, Diana Cooper-Richet, Sébastien Cordeau, Gérard Dumont, Jean-François Eck, Jean-Louis Escudier, Odette Hardy-Hémery, Yves Le Maner, Agnès Mirambet-Paris | 10 mars 1906, Compagnie de Courrières : enquête sur la plus grande catastrophe minière d'Europe | Lewarde : Centre historique minier du Nord-Pas-de-Calais                |
| 2005 | Philippe de La Cotardière, Jean-Paul Dekiss, Michel Crozon, Gabriel Gohau, Alexandre Tarrieu                                                                                | Jules Verne : De la science à l'imaginaire                                                      | Paris : Larousse                                                        |
| 2004 | Ivan Grinberg | L'Aluminium : un si léger métal                                                                 | Paris : Gallimard                                                       |
| 2003 | Jean-Louis Pautrat | Demain le nanomonde, voyage au cœur du minuscule                                                | Paris : Fayard                                                          |
| 2002 | Jean-Marc Jancovici | L'Avenir climatique, quel temps ferons-nous ?                                                   | Paris : Le Seuil                                                        |
| 2001 | Yves Gautier | La Science au présent 2001                                                                      | Paris : Encyclopædia Universalis                                        |
| 2000 | Bertrand Jordan | Les Imposteurs de la génétique                                                                  | Paris : Le Seuil                                                        |
| 1999 | Jacques Villain | À la conquête de la Lune                                                                        | Paris : Larousse                                                        |
| 1998 | Pierre Barboza | Les nouvelles images                                                                            | Paris : Cité des Sciences et de l’Industrie-Somogy                      |
| 1997 | Jean et Nicole Dhombres | Lazare Carnot                                                                                   | Paris : Fayard                                                          |
| 1996 | Michel Rival | Les apprentis sorciers                                                                          | Paris : Le Seuil                                                        |
| 1995 | Claudine Cohen | Le Destin du mammouth                                                                           | Paris : Le Seuil                                                        |
| 1994 | Jacques Arsac | La Science et le sens de la vie                                                                 | Paris : Fayard                                                          |
| 1993 | Jacques Blamont | Le Chiffre et le songe : histoire politique de la découverte                                    | Paris : Odile Jacob                                                     |
| 1992 | Bruno Latour | Aramis, ou l’amour des techniques                                                               | La Découverte                                                           |
| 1991 | La collection EXPLORA |                                                                                                 | Presses-Pocket et la Cité des Sciences et de l’Industrie de La Villette |
| 1990 | Robert Kandel | Le Devenir des climats                                                                          | Hachette                                                                |
| 1989 | Bernard Cervelle | Spot, des yeux braqués sur la Terre                                                             | Presses du CNRS                                                         |
| 1988 | Patrick Lagadec | États d'urgence - Défaillances technologiques et déstabilisation sociale                        | Le Seuil                                                                |
| 1987 | Marcel Blanc | L'ère de la génétique                                                                           | La Découverte                                                           |

#### Mentions spéciales
| Date | Auteur(s)                                                 | Œuvre récompensée                                                                                    | Éditeur                                                               |
| ---- | --------------------------------------------------------- | --- | --------------------------------------------------------------------- |
| 2023 | Olivier Lascar                                            | Enquête sur Elon Musk, l’homme qui défie la science                                                  | Éditions Alisio                                                       |
| 2016 | Libero Zuppiroli                                          | Traité de la matière                                                                                 | Lausanne (Suisse) : Presses Polytechniques et Universitaires Romandes |
| 2011 | Michel Mitov                                              | Matière sensible : mousses, gels, cristaux liquides et autres miracles                               | Paris : éditions du Seuil                                             |
| 2010 | Pierre Zweiacker                                          | Vivre dans les champs magnétiques                                                                    | Focus                                                                 |
| 2010 | Joël et Clément Lebeaume                                  | Dokéo - Comprendre comment ça marche                                                                 | Paris : Nathan                                                        |
| 2009 | Serge Gracieux, Laure Salès                               | La conquête spatiale                                                                                 | Paris : Fleurus                                                       |
| 2008 | Bertrand Barré, Pierre-René Bauquis                       | L' énergie nucléaire, comprendre l'avenir                                                            | Strasbourg : Éditions Hirlé                                           |
| 2008 | Pierre Langlois                                           | Sur la route de l’électricité : les piles électriques et l’électricité dynamique                     | Québec : Éditions Multimondes                                         |
| 2007 | Delphine Grinberg                                         | Expériences pour rouler                                                                              | Paris : Nathan                                                        |
| 2005 | Daniel Ichbiah                                            | Les Robots                                                                                           | Genève : Minerva                                                      |
| 2004 | Pierre René Bauquis, Emmanuelle Bauquis                   | Pétrole & gaz naturel, comprendre l'avenir                                                           | Éditions Hirle                                                        |
| 2003 | Michel Cotte                                              | Le Canal du Midi                                                                                     | Paris : Belin-Herscher                                                |
| 2000 | Roger Drapon, Jacques Potus, France Laplume, Pierre Potus | Notre pain quotidien                                                                                 | Paris : Antenne Générale de Publication                               |
| 2000 | Pierre Bacher                                             | Quelle énergie pour demain ?                                                                         | Paris : Nucléon                                                       |
| 1999 | Ariane Mallender                                          | Écrire pour le multimédia                                                                            | Paris : Dunod                                                         |
| 1997 | Yves Gautier                                              | La science au présent 1997 : Annuel des sciences et techniques                                       | Paris : Encyclopædia Universalis                                      |
| 1997 | Yves Gautier                                              | La Terre, une planète active                                                                         | Paris : Larousse Bordas                                               |
| 1995 | Christian Huitema                                         | Et Dieu créa l’Internet                                                                              | Paris : Eyrolles                                                      |
| 1993 | Yves Gautier et Didier Lavergne                           | La Science au présent                                                                                | Paris : Encyclopædia Universalis                                      |
| 1991 | Jean Dhombres                                             | Un musée dans sa ville - Sciences, industries et société dans la région nantaise XVIIIe – XXe siècle | Ouest Éditions                                                        |

### Prix Enseignement supérieur

#### Lauréats
| Date | Auteur(s)                                                                         | Œuvre récompensée                                                                             | Éditeur                                                                      |
| ---- | --------------------------------------------------------------------------------- | --------------------------------------------------------------------------------------------- | ---------------------------------------------------------------------------- |
| 2024 | Josée Fortin, Roger Doucet, Onil Samuel                                           | La protection intégrée des cultures                                                           | Éditions Berger                                                              |
| 2023 | Emilien Pelletier                                                                 | Précis d'écotoxicologue marine. Pour la suite de nos océans                                   | Éditions Lavoisier Tec & Doc                                                 |
| 2022 | Roland Salesse                                                                    | Le cerveau cuisinier. Petites leçons de neurogastronomie                                      | Éditions Quæ                                                                 |
| 2021 | Christian Lannou, Dominique Roby, Virginie Ravigné, Benoit Moury, Mourad Hannachi | L'immunité des plantes. Pour des cultures résistantes aux maladies                            | Versailles : QUAE                                                            |
| 2016 | Daniel Babot, Véronique Massardier-Jourdan                                        | La physique autour de nous – de l’observation à l’innovation                                  | Lausanne (Suisse) : Presses polytechniques et universitaires romandes (PPUR) |
| 2015 | Jacques Woillez                                                                   | Systèmes diphasiques. Éléments fondamentaux et applications industrielles                     | Cachan : Lavoisier                                                           |
| 2014 | Jean-Claude Amiard                                                                | Le risque radioactif. Devenir des radionucléides dans l'environnement et impacts sur la santé | Cachan: Lavoisier                                                            |
| 2013 | Pierre-Alain Roche, Jacques Miquel, Éric Gaume                                    | Hydrologie quantitative Processus, modèles et aides à la décision                             | Paris : Springer-Verlag                                                      |
| 2011 | Christophe Gourdon, Martine Poux, Patrick Cognet                                  | Génie des procédés durables : du concept à la concrétisation industrielle                     | Paris : Dunod                                                                |
| 2010 | Jean-Paul Lebet et Manfred A. Hirt                                                | Ponts en acier - Conception et dimensionnement des ponts métalliques et mixtes acier-béton    | Lausanne : Presses Polytechniques et Universitaires Romandes                 |
| 2009 | Bruno Scherrer                                                                    | Biostatistique                                                                                | Montréal : Gaëtan Morin                                                      |
| 2008 | Philippe Houdy, Catherine Bréchignac, Marcel Lahmani                              | Les nanosciences. 2. Nanomatériaux et nanochimie                                              | Paris : Belin                                                                |
| 2007 | Aurèle Parriaux                                                                   | Géologie : bases pour l'ingénieur                                                             | Lausanne : Presse Polytechniques et Universitaires Romandes                  |
| 2005 | Caroline Kovarski                                                                 | L'opticien lunetier, guide théorique et pratique                                              | Paris : Tec et Doc                                                           |
| 2004 | Éric Filiol                                                                       | Les virus informatiques                                                                       | Paris : Springer-Verlag                                                      |
| 2003 | Sigrid Reiter, André de Herde                                                     | L'éclairage naturel des bâtiments                                                             | Namur : Ministère de la Région Wallonne                                      |
| 2002 | Jean-Jacques Bimbenet, Albert Duquenoy, Gilles Trystram                           | Génie des procédés alimentaires, des bases aux applications                                   | Paris : Dunod                                                                |
| 2001 | Jean-Paul Baïlon, Jean-Marie Dorlot                                               | Des matériaux                                                                                 | Montréal : Presses Internationales Polytechnique                             |
| 2000 | Michel-Claude Girard, Colette-Marie Girard                                        | Traitement des données de télédétection                                                       | Paris : Dunod                                                                |
| 1999 | Claude Flanzy                                                                     | Œnologie : fondements scientifiques et technologiques                                         | Paris : Tec et Doc                                                           |
| 1998 | Étienne Guyon, Jean-Pierre Hulin                                                  | Granites et fumées : un peu d’ordre dans le mélange                                           | Paris : Odile Jacob                                                          |
| 1997 | Henri Heslot                                                                      | L’ingénierie des protéines et ses applications                                                | Paris : Technique et Documentation Lavoisier                                 |
| 1996 | André Fortin                                                                      | Analyse numérique pour ingénieurs                                                             | Montréal : École polytechnique de Montréal                                   |
| 1995 | Guy Pujolle (en)                                                                  | Les réseaux                                                                                   | Paris : Eyrolles                                                             |
| 1994 | François Pruvot                                                                   | Conception et calcul des machines-outils                                                      | Lausanne : Presses polytechniques et universitaires romandes                 |
| 1993 | Robert Perrin et Jean-Pierre Scharff                                              | Chimie industrielle                                                                           | Masson                                                                       |
| 1992 | Louis Racine, Georges A. Legault et Luc Begin                                     | Éthique et ingénierie                                                                         | Éditions McGraw-Hill Canada                                                  |
| 1991 | Jean-Pierre Banatre                                                               | La programmation parallèle                                                                    | Eyrolles                                                                     |
| 1990 | Paul Lacombe, Bernard Baroux, Gérard Béranger                                     | Les Aciers inoxydables                                                                        | Éditions de physique                                                         |
| 1989 | Daniel Gay                                                                        | Matériaux composites                                                                          | Hermès                                                                       |
| 1988 | Lucien Borel                                                                      | Thermodynamique et énergétique                                                                | Presses polytechniques et universitaires romandes                            |
| 1987 | Yvon Gardan                                                                       | La CFAO, introduction, technique et mise en œuvre                                             | Hermès                                                                       |

#### Mentions spéciales
| Date | Auteur(s)                                                                      | Œuvre récompensée                                                                                             | Éditeur                                                               |
| ---- | ------------------------------------------------------------------------------ | --- | --------------------------------------------------------------------- |
| 2024 | Cathie Ventalon, Sylvain Gigan                                                 | Imager l’invisible avec la lumière Comment l’optique moderne révolutionne l’imagerie du vivant                | EDP Sciences                                                          |
| 2021 | Régis Le Maitre, Jean-Christophe Kraemer                                       | Lexique aéronautique : Les aéronefs, le pilote et l'environnement. 1000 mots traduits, expliqués et illustrés | Toulouse : Cépaduès                                                   |
| 2013 | Beat Oertli, Pierre-André Frossard                                             | Mares et étangs : Écologie, gestion, aménagement et valorisation                                              | Lausanne : Éditions Presses polytechniques et universitaires romandes |
| 2010 | Franck Samouelian, Valérie Gaudin et Martine Boccara                           | Génétique moléculaire des plantes                                                                             | Versailles (France) : Éditions Quae                                   |
| 2009 | Jean-Claude Martin                                                             | Incendies et explosions d'atmosphères                                                                         | Lausanne : Presses polytechniques et Universitaires Romandes          |
| 2008 | Romain Jeantet, Thomas Croguennec, Gérard Brulé, Pierre Schuck                 | Science des aliments : biochimie, microbiologie, procédés, produits                                           | Cachan : Tec et Doc Lavoisier                                         |
| 2007 | Jean-Paul Vandecasteele                                                        | Microbiologie pétrolière : concepts, implications environnementales, applications industrielles               | Paris : Technip                                                       |
| 2007 | Pierre-Gilles de Gennes, David Quéré, Françoise Brochard-Wyart                 | Gouttes, bulles, perles et ondes                                                                              | Paris : Belin                                                         |
| 2005 | Jean-Yves Legall                                                               | Engins, techniques et méthodes des pêches maritimes                                                           | Paris : Tec et Doc                                                    |
| 2005 | Raoul Calvet                                                                   | Les Pesticides dans le sol                                                                                    | Paris : France agricole                                               |
| 2004 | Claude Marche                                                                  | Barrages, crues de rupture et protection civile                                                               | Presses internationales polytechnique                                 |
| 2004 | Jean-Pierre Melcion, Jean-Luc Ilari                                            | Technologies des pulvérulents dans les IAA                                                                    | Paris : Tec et Doc                                                    |
| 2003 | André Bazergui, André Biron, Thang Bui-Quoc, Charles Laberge, Georges McIntyre | Résistance des matériaux er recueils de problèmes                                                             | Mont-Royal, Québec : Presses internationales polytechniques           |
| 2003 | Martine Le Meste, Denise Simatos, Denis Lorient                                | L'Eau dans les aliments                                                                                       | Paris : Tec et Doc                                                    |
| 2002 | Philippe Coussot, Jean-Louis Grossiord                                         | Comprendre la rhéologie : de la circulation du sang à la prise du béton                                       | Les Ullis : EDP Sciences                                              |
| 2002 | Joseph Michel Perez                                                            | Matériaux non cristallins et science du désordre                                                              | Lausanne : Presses polytechniques et universitaires romandes          |
| 2001 | Patrick Chassaing                                                              | Turbulence en mécanique des fluides                                                                           | Toulouse : Cépaduès                                                   |
| 2001 | Manfred Hirt, Michel Crisinel                                                  | Charpentes métalliques : conception et dimensionnement des halles et bâtiments                                | Lausanne : Presses polytechniques et universitaires romandes          |
| 2000 | René Scriban                                                                   | Biotechnologie                                                                                                | Paris : Tec et Doc                                                    |
| 1999 | Michel Rappaz, Michel Bellet, Michel Deville                                   | Modélisation numérique en science et génie des matériaux                                                      | Lausanne : Presses Polytechniques et Universitaires Romandes          |
| 1999 | Jean-Claude Geffroy, Gilles Motet                                              | Sûreté de fonctionnement des systèmes informatiques                                                           | Paris : Interéditions                                                 |
| 1998 | Joseph Lieto                                                                   | Le génie chimique à l’usage des chimistes                                                                     | Paris : Technique et Documentation Lavoisier                          |
| 1994 | Danielle Quarante                                                              | Éléments de design industriel                                                                                 | Paris : Polytechnica                                                  |

### Prix Télévision

#### Lauréats
| Date | Auteur(s)                                                                         | Œuvre récompensée                                      | Producteur                                                                                         | Diffusion                                               |
| ---- | --------------------------------------------------------------------------------- | ------------------------------------------------------ | -------------------------------------------------------------------------------------------------- | ------------------------------------------------------- |
| 2024 | Thierry Fessard et Hugo Hernandez                                                 | Tour, Ponts, Gares : Le génie de Gustave Eiffel révélé | Coproduction RMC Production et Kwanka avec la participation de RMC Découverte et Histoire TV       |                                                         |
| 2023 | Martin Gorst                                                                      | James Webb, voyage aux origines de l’univers           | Windfall Films, en coproduction avec France TV, Warner Bros et NHK                                 |                                                         |
| 2022 | Hugues Demeude                                                                    | La fabrique du temps                                   | Grand Angle Productions avec France Télévisions                                                    |                                                         |
| 2021 | Pierre Bressiant                                                                  | Puits de carbone, une chance pour le climat            | Meudon : CNRS IMAGES                                                                               |                                                         |
| 2018 | Martin Gortz                                                                      | Le nouveau sarcophage de Tchernobyl                    | Nova, Windfall Films, avec la participation de France Télévisions, BBC, WGBH Boston, PBS, NHK, N24 |                                                         |
| 2017 | Jean-Christophe Ribot                                                             | L'odyssée Rosetta                                      | Paris : Look at Sciences - Vincent Gaullier                                                        |                                                         |
| 2016 | François-Xavier Vives, Antoine Bamas                                              | Un monde en plis, le code origami                      | Paris : La Compagnie des Taxi-Brousse                                                              |                                                         |
| 2015 | André Bernard, Yves Levesque                                                      | Un géant dans l’orchestre                              | Montréal : Découverte – Société radio Canada                                                       | Radio Canada                                            |
| 2014 | André Bernard, Chantal Theoret, Pier Gagne, Danny Lemieux                         | La tragédie de Lac-Mégantic                            | Montréal: Société Radio-Canada                                                                     | Radio Canada                                            |
| 2013 | Jean-François Desmarchelier, Patrice Goldberg                                     | Pas à Pas                                              | Bruxelles : RTBF, pour l'émission Matière grise.                                                   | RTBF                                                    |
| 2011 | Henri De Gerlache                                                                 | Les ailes du Soleil                                    | Paris : Gédéon programmes                                                                          | Arte                                                    |
| 2010 | Charles-Antoine de Rouvre, Jérôme Scemla                                          | Bienvenue dans le nanomonde, Du micro au Nano          | Paris: La Compagnie des Taxi Brousse                                                               | France 5                                                |
| 2009 | Véronique Kleiner, Jean-Pierre Krief                                              | Les Trames du futur                                    | Arte KS Vision                                                                                     | Arte                                                    |
| 2008 | François Hubert, Goldberg                                                         | Chaussure à son pied                                   | Bruxelles : RTBF, pour l'émission Matière grise.                                                   | RTBF                                                    |
| 2007 | Jérôme Scemla                                                                     | Les océanautes                                         | Paris : Agat Films & Cie                                                                           | Arte                                                    |
| 2005 | Frédéric Courant, Jamy Gourmaud, Luc Baudonnière, Thibault Martin, Bernard Gonner | Le viaduc de Millau, les sorciers font le pont         | Paris : RIFF International production                                                              | Pour le magazine C'est pas sorcier France 3             |
| 2004 | Frédéric Courant, Jamy Gourmaud                                                   | Les pneus : les sorciers mettent la pression           | France 3/Riff International Productions                                                            | Pour le magazine C'est pas sorcier France 3             |
| 2003 | Lise Lorrain, Daniel Caron                                                        | Arctique canadien : Terre de feu                       | Montréal : Société Radio-Canada.                                                                   | Pour le magazine Découverte Radio-Canada                |
| 2002 | Jeannita Richard, Mario Masson                                                    | Les sables bitumineux de l'Alberta                     | Montréal : Société Radio-Canada                                                                    | Pour le magazine Découverte, Radio-Canada               |
| 2001 | François Dianga                                                                   | Le "Tombé"                                             | Brazzaville : François Dianga                                                                      | Télévision Congolaise                                   |
| 2000 | Guy Parent                                                                        | Les nouveaux alchimistes                               | Montréal : Production ACPAV                                                                        | Pour le magazine Le Tour du monde, Télé-Québec          |
| 1999 | Mario Masson, Yves Lévesque                                                       | Hibernia, la merveille de la mer                       | Montréal : Société Radio-Canada                                                                    | Pour le magazine Découverte, Radio-Canada               |
| 1998 | Ramdane Issaad, Akela Sari                                                        | Jongleurs d’atomes                                     | Paris : Point du Jour                                                                              | La Sept/Arte                                            |
| 1997 | François Luxereau, Gilles Sevastos                                                | 01                                                     | Paris : Ex Nihilo                                                                                  | Arte                                                    |
| 1996 | Olivier Chevillard, Frédéric Courant, Bernard Gonner, Jamy Gourmaud, Xavier Roy   | Les Ponts                                              | Paris : Lazennec-Bretagne                                                                          | pour le magazine C'est pas sorcier, France 3            |
| 1995 | Thierry Nolin, Élise Lucet                                                        | L’Homme réparé, réalisé par Michel Treguer             | Paris : France 3                                                                                   | pour le magazine Nimbus, France 3                       |
| 1994 | Jean-François Delassus                                                            | Le bout du tunnel                                      | Paris : France 3                                                                                   | pour le magazine Envoyé spécial, France 3               |
| 1993 | Gérard Lafont et Joëlle Miau                                                      | L’ordinateur                                           | Caméras Continentales et l’AUPELF/UREF                                                             | pour le magazine Connaissance de la science, TV5 Europe |
| 1992 | Jérôme Bonaldi                                                                    | Dis Jérôme (Le four à micro-ondes)                     | Canal+                                                                                             | Canal+                                                  |
| 1991 | Michel Cugno                                                                      | Les yeux du ciel                                       | Télévision suisse romande                                                                          | pour le magazine Téléscope, Télévision suisse romande   |
| 1989 | Dominique Simonnet                                                                | Drôle de Planète                                       | GMT Productions                                                                                    | Antenne 2                                               |
| 1988 | Jérôme Lefdup                                                                     | Gène interdit                                          | produit par l’INSERM et                                                                            | dans la série “Recherche à suivre”, Canal+ et Antenne 2 |

#### Mentions spéciales
| Date | Auteur(s)                                                                                          | Œuvre récompensée                                   | Producteur                                                                   | Diffusion                                                              |
| ---- | -------------------------------------------------------------------------------------------------- | --------------------------------------------------- | ---------------------------------------------------------------------------- | ---------------------------------------------------------------------- |
| 2018 | Pascal Guérin                                                                                      | Le mystérieux volcan du Moyen Âge                   | Meudon (France) : KWANZA productions + CNRS Images + ARTE                    |                                                                        |
| 2015 | Guillaume Jupin                                                                                    | Voir le cerveau penser                              | la Plaine Saint Denis : AB productions                                       |                                                                        |
| 2011 | Patrice Goldberg, Tatiana Schmitz                                                                  | Cuisine solaire                                     | Bruxelles (Belgique) : RTBF Patrice Goldberg, Pour le magazine Matière Grise | RTBF                                                                   |
| 2010 | Gilles Provost, Pierre Tonietto                                                                    | Le pont Champlain est-il sécuritaire?               | Montréal : Société Radio-Canada Pour le magazine Découverte                  | SRC                                                                    |
| 2010 | Patrice Goldberg, Erol Cetiner                                                                     | Au feu!                                             | Bruxelles : RTBF, Patrice Goldberg, Pour le magazine Matière Grise           | RTBF                                                                   |
| 2009 | Patrice Goldberg, Felice Gasperoni, Benjamin Luypaert, Tristan Bourlard                            | Paradis Blanc                                       | Bruxelles : RTBF, pour l'émission Matière grise.                             | RTBF                                                                   |
| 2009 | Danièle Carrière, Chantal Théorêt                                                                  | Airbus A-380, le plus gros avion civil au monde     | Montréal : Société Radio-Canada                                              | pour le magazine Découverte, Radio-Canada                              |
| 2005 | Jean-Pierre Mirouze                                                                                | L'Homme-machine                                     | Meudon : Flight Movie, CNRS Images                                           | Pour la série Images et sciences, Mutations et métamorphoses, France 5 |
| 2003 | Roland Goerg, Gérard Louvin                                                                        | Une affaire de cœur                                 | Genève : Roland Goerg                                                        | pour le magazine Territoire 21, Télévision suisse romande              |
| 2002 | Yves Lévesque, Gilles Provost                                                                      | L'autopsie d'une catastrophe                        | Montréal : Société Radio-Canada                                              | pour le magazine Découverte, Radio-Canada                              |
| 2002 | Christophe Prédignac, Jean-René Barillère, Vincent Gaullier                                        | Piliers et pieds dans l'eau                         | Paris : Ex Nihilo                                                            | pour le magazine Archimède, Arte                                       |
| 2001 | Frédéric Courant, Jamy Gourmaud, Bernard Gonner, Éric Thiéry, Jean-Michel Chauveau, Lorraine Subra | Le clonage                                          | Paris : France 3                                                             | Pour le magazine C'est pas sorcier, France 3                           |
| 2000 | Frédéric Courant, Jamy Gourmaud, Bernard Gonner, Franck Chaudemanche, Françoise Thiaville          | La grande lessive                                   | Paris : France 3 et RIFF International Production                            | Pour le magazine C'est pas sorcier, France 3                           |
| 1998 | Martine Allain-Regnault, François de Closets, Laure Baudouin                                       | Dépanner le cerveau                                 | Paris : France 2 et 17 juin Productions                                      | pour le magazine Savoir Plus Santé, France 2                           |
| 1996 | Benelim Djimadoumbaye                                                                              | La brique stabilisée pour une nouvelle architecture | N'Djamena : Télé Tchad                                                       | Télé-Tchad                                                             |

### Prix Multimédia

#### Lauréats
| Date | Auteur(s) | Œuvre récompensée                                                    | Éditeur                                                                     |
| ---- | --- | -------------------------------------------------------------------- | --------------------------------------------------------------------------- |
| 2011 | François Demerliac | Des vaisseauxs sanguins en polymères                                 | Paris : Universcience                                                       |
| 2010 | Clovis Darrigan | scienceamusante.net                                                  | Pau : Anima-Science                                                         |
| 2009 | Pierre-André Magnin, Derek Christie | Energie-environnement.ch                                             | Neuchâtel : Services de l'énergie et de l'environnement des cantons romands |
| 2008 | Jean-Yves Lejeune | L'univers de la fonderie                                             | Centre Technique des Industries de la Fonderie                              |
| 2007 | Mathieu Sabarly | Engrenages et manivelles : voyage au cœur des sciences et techniques | Salins-les-Bains : Musées des Techniques et Cultures comtoises              |
| 2005 | Daniel Tardy, Jacques Rouxel, Bernadette Cazin                                                                                                   | Les Conseils du professeur Chimico sur les risques chimiques         | Paris : INRS                                                                |
| 2004 | Nicolas Goldzahl, Raphaël Kahn, Jean-Charles Couderc, Laure Ricote, Abderrahim Nouaiti                                                           | Les Prouesses de l'architecture                                      | VM Group                                                                    |
| 2003 | Stéphane Delaitre | Béton : patrimoine et architecture                                   | Paris La Défense : Cimbéton                                                 |
| 2002 | André Sippel | CD2i-3D                                                              | Sarreguemines : Pierron Multimédia                                          |
| 2001 | Arnaud Galisson, Gabrielle Landrac, Xavier Lagrange                                                                                              | La Téléphonie mobile en questions                                    | Paris : InfoTronique                                                        |
| 2000 | Stéphane Girerd, Véronique Leclerc, Olivier Letodé                                                                                               | Comprendre le goût                                                   | Dijon : Éducagri                                                            |
| 1999 | Georges Charpak, Bella Bouaziz, Coco Djossou, Robert Germinet, Josiane Hamy, Yves Janin, Ludovic Klein, Carl Rauch, Alain Schmitt, Henri Verdier | L’Eau dans la vie quotidienne : la main à la pâte                    | Paris : Odile Jacob Multimédia, École des Mines de Nantes et Jeulin         |
| 1998 | Pierre-François Boselli | Le Génie d’Édison                                                    | Malakoff : TLC-Édusoft                                                      |
| 1997 | Michel Agnola, Jacques Cassard, André Gardies et Christian Straboni                                                                              | Le cinéma des Lumière                                                | Paris : CAPAProduction                                                      |

#### Mentions spéciales
| Date | Auteur(s)                                                                                      | Œuvre récompensée                                                                       | Éditeur                                                                      |
| ---- | ---------------------------------------------------------------------------------------------- | --------------------------------------------------------------------------------------- | ---------------------------------------------------------------------------- |
| 2008 | Christophe Filliette                                                                           | La lumière et les technologies d'éclairage                                              | Paris : Ellipses                                                             |
| 2007 | Thierry Thomasset                                                                              | Tout sur les unités de mesure                                                           | Compiègne : Thierry Thomasset                                                |
| 2001 | Roland Bechmann, Pascal Vimenet, Bernard Prieur Smester, Michael Lagoutte, Jacqueline Chiffert | Le Carnet de Villard de Honnecourt : l'art et les techniques d'un constructeur gothique | Paris : Hexagramm, Bibliothèque nationale de France, Montparnasse multimédia |
| 1999 | André Sippel                                                                                   | CD2i : Cours de dessin industriel interactif                                            | Sarreguemines : Pierron Entreprise                                           |
| 1997 | Maryvonne Pellay                                                                               | Arts et Métiers : l’album du Musée                                                      | Paris : Production La Forêt et Musée national des techniques du CNAM         |

### Prix Jeunesse
| Date | Auteur(s)                                               | Œuvre récompensée                                          | Éditeur ou Producteur              |
| ---- | ------------------------------------------------------- | ---------------------------------------------------------- | ---------------------------------- |
| 2024 | Maud Fontenoy (auteur), Marlène Normand (illustratrice) | Les super pouvoirs des animaux marins                      | Editions Nathan                    |
| 2023 | Norédine Benazdia et El Gunto                           | Robots – Voyages dans le futur                             | Larousse                           |
| 2022 | Anne-Sophie Baumann                                     | Le grand livre animé de l'eau                              | Tourbillon                         |
| 2021 | Philippe Lemieux, Martin Gariépy                        | L'histoire du cinéma de BD 1 - L'image en mouvement        | Montréal (Canada) : Michel Quintin |
| 2020 | Cécile Jugla, Jack Guichard, Laurent Simon              | La science est dans l'œuf et La science est dans le citron | Paris : Nathan                     |
| 2018 | Nathalie Lafargue, Jean-Noël Lafargue                   | Copain des geeks                                           | Toulouse : Éditions Milan          |
| 2017 | Pascale Hédelin, Benjamin Strickler                     | Déjoue les pièges de la science                            | Nantes : Gulf Stream éditeur       |
| 2016 | Anne-Sophie Baumann, Didier Balicevic                   | Les grands chantiers animés                                | Paris : Éditions Tourbillon        |
| 2015 | Eric Beaufils                                           | Solar Impulse, la traversée de l’Amérique                  | Paris : Gédéon programmes          |
| 2014 | Pierre Lefèvre                                          | Petite histoire des transports                             | Montrouge: Bayard                  |

### Prix Journalisme scientifique
Créé spécialement pour la 30e édition du concours.
| Date | Auteur(s)                       | Œuvre récompensée                                                           | Éditeur ou Producteur               |
| ---- | ------------------------------- | --------------------------------------------------------------------------- | ----------------------------------- |
| 2024 | Romain Raffegeau                | La Révolution de l'IA générative                                            | Reworld Media Science et Vie junior |
| 2021 | Marine Corniou                  | Un pas de géant vers l'infiniment petit                                     | Montréal (Canada) : Québec Science  |
| 2018 | Patrick Marcellin, Pierre Kaldy | L'hépatite C bientôt vaincue ?                                              | Paris : Pour la Science             |
| 2017 | Romain Raffegeau                | Toujours Plus haut ! Comment on construit une tour d'un kilomètre de haut ? | Mondadori : Science et Vie junior   |

## Autres récompenses

### Mention spéciale du jury
| Date | Auteur(s)        | Œuvre récompensée        | Éditeur ou producteur | Diffusion |
| ---- | ---------------- | ------------------------ | --------------------- | --------- |
| 2017 | Emmanuelle Sudre | Bâtir toujours plus haut | Paris : 2p2l          |           |

### Mention spéciale « Technologie de l'Information et de la Communication »
| Date | Auteur(s)                        | Œuvre récompensée                                                        | Éditeur ou producteur           | Diffusion                                 |
| ---- | -------------------------------- | ------------------------------------------------------------------------ | ------------------------------- | ----------------------------------------- |
| 2009 | Francis Pisani, Dominique Piotet | Comment le web change le monde                                           | Paris : Pearson Education       |                                           |
| 2008 | Antoine De Clerck                | Les Dessous d'Internet : au fil de l'électricité, histoire de comprendre | Paris : Ellipses                |                                           |
| 2007 | Hélène Naud, Daniel Carrière     | L'Acteur virtuel                                                         | Montréal : Société Radio-Canada | Pour le magazine Découverte, Radio-Canada |

### Mention spéciale « Jeunesse »
| Date | Auteur(s)                                                      | Œuvre récompensée      | Éditeur            |
| ---- | -------------------------------------------------------------- | ---------------------- | ------------------ |
| 2013 | Olivier Houdé, Jean-François Bach, Pierre Lena, Serge Tisseron | L'enfant et les écrans | Paris : Le Pommier |

### Mentions « Coup de cœur »
Mention « Coup de cœur des médias »
| Date | Auteur(s)                                                                 | Œuvre récompensée                                                                                       | Éditeur                                                             |
| ---- | ------------------------------------------------------------------------- | --- | ------------------------------------------------------------------- |
| 2022 | Stéphane d'Ascoli, Adrien Bouscal                                         | Voyage au coeur de l'atome : la physique quantique en dix innovations spectaculaires                    | Paris : First Editions                                              |
| 2021 | Jean-Claude Poizat, Cédric Ray                                            | « Quand la physique soigne                                                                              | Paris : Belin éditeur                                               |
| 2020 | Anatole Lécuyer                                                           | Votre cerveau est un super-héros                                                                        | Paris : Humensciences                                               |
| 2018 | Guillaume Pitron                                                          | La guerre des métaux rares. La face cachée de la transition énergétique et numérique                    | Paris : Les Liens qui Libèrent                                      |
| 2017 | Jean-Gabriel Ganascia                                                     | Le mythe de la singularité. Faut-il craindre l’intelligence artificielle ?                              | Paris : Seuil                                                       |
| 2016 | Benoît Boulanger, Saïda Guellati-Khélifa, Daniel Hennequin et Marc Stehle | La lumière en lumière                                                                                   | Les Ulis : EDP Sciences                                             |
| 2016 | Christian Duquennoi                                                       | Les déchets, du big bang à nos jours                                                                    | Versailles : Éditions QUAE                                          |
| 2015 | François Vuille, Daniel Favrat, Suren Erkman                              | Les enjeux de la transition énergétique suisse. Comprendre pour choisir : 100 questions-réponses        | Lausanne : Presses Polytechniques et Universitaires Romandes (PPUR) |
| 2014 | Frédéric Borel                                                            | Les grandes expériences scientifiques à Paris. Du baromètre de Pascal au cyclotron du Collège de France | Parigramme                                                          |

Mention « Coup de cœur des Industriels »
| Date | Auteur(s)        | Œuvre récompensée                             | Éditeur ou Producteur                           |
| ---- | ---------------- | --------------------------------------------- | ----------------------------------------------- |
| 2015 | Audrey Mikaelian | Les animats, des espèces en voie d’apparition | la Plaine Saint Denis (France) : AB productions |

Mention « Coup de cœur de l’Académie des Technologies »
| Date | Auteur(s)                                                                | Œuvre récompensée                                                             | Éditeur                                  |
| ---- | ------------------------------------------------------------------------ | ----------------------------------------------------------------------------- | ---------------------------------------- |
| 2021 | Andrée Poulin, Jean Morin                                                | Pollution Plastique                                                           | Montréal (Canada) : Éditions de l'Isatis |
| 2018 | Frédéric Courant, Julie Desriac, Melvin Martineau                        | Intelligence artificielle – L’algorithme dans la peau                         | L’esprit Sorcier                         |
| 2017 | Natacha Scheidhauer et Séverine Assous                                   | Génération robots                                                             | Actes Sud junior                         |
| 2016 | Constantin Agouridas, Jean-Claude Bernier, Danièle Olivier et Paul Rigny | La chimie dans les TIC (Technologies de l'Information et de la Communication) | Les Ulis : EDP Sciences                  |

Mention « Coup de cœur des collégiens de l’Oise »
| Date | Auteur(s)                       | Œuvre récompensée                                | Producteur  |
| ---- | ------------------------------- | ------------------------------------------------ | ----------- |
| 2016 | Jamy Gourmaud et Jérôme Mignard | Le Monde de Jamy : dans le secret des bâtisseurs | Paris : MFP |

Mention « Coup de cœur des étudiants de l’Université Sidi Mohamed Ben Abdellah de Fès »
| Date | Auteur(s)          | Œuvre récompensée | Producteur                             |
| ---- | ------------------ | ----------------- | -------------------------------------- |
| 2016 | Matthieu Saintenac | L'homme réparé    | La plaine Saint-Denis : AB Productions |

Mention « Coup de cœur des étudiants de l’université Assane-Seck de Ziguinchor »
| Date | Auteur(s)                    | Œuvre récompensée                      | Producteur                           |
| ---- | ---------------------------- | -------------------------------------- | ------------------------------------ |
| 2017 | Daniel Carrière, Pier Gagné, | Nanorobots, voyage au cœur des tumeurs | Montréal : Radio-Canada - Découverte |

Mention « Coup de cœur des étudiants de l’Université libanaise »
| Date | Auteur(s)                     | Œuvre récompensée | Producteur                           |
| ---- | ----------------------------- | ----------------- | ------------------------------------ |
| 2018 | Yves Lévesque, Binh An Vu van | Forçage génétique | Montréal : Radio-Canada - Découverte |

### Trophées de la20eannée
Les Trophées de la 20e année ont rendu hommage à un auteur, deux éditeurs et deux magazines télévisés pour la qualité exceptionnelle et constante de leur production et leur contribution active à la diffusion des connaissances technologiques.
- Auteur : Yves Gautier
- Éditeurs : Patrick Fenouil pour Tech & Doc Lavoisier et Olivier Babel pour les Presses polytechniques et universitaires romandes (PPUR)
- Magazine : Mario Masson pour le magazine Découverte et Jamy Gourmaud, Sabine Quindou, Frédéric Courant et toute l'équipe de C'est pas sorcier

### Prix Éditeur
Le prix Éditeur n'a été organisé qu'en 1987. Le lauréat est la société Technique et Documentation Lavoisier, et une mention spéciale pour Modulo Éditeur (Canada).